# Beliti Jaya
Beliti Jaya is een bestuurslaag in het regentschap Musi Rawas van de provincie Zuid-Sumatra, Indonesië. Beliti Jaya telt 1880 inwoners (volkstelling 2010).